# Alain Gouaméné
Alain Gouaméné   (Gagnoa, 15 de juny de 1966) és un exfutbolista ivorià de la dècada de 1990.
Fou internacional amb la selecció de futbol de Costa d'Ivori. Pel que fa a clubs, destacà a FC Toulouse.
Trajectòria com a entrenador:
- 2002-2003: JS Cugnaux
- 2014-2015: ASEC Mimosas